# Openjur
Openjur (eigene Schreibweise auch: openJur) ist eine freie juristische Fachdatenbank, deren Betrieb im Dezember 2008 aufgenommen wurde.

## Inhalte
Die Datenbank verzeichnet jeden Monat mehr als drei Millionen Zugriffe. Sie umfasst 610.000 Gerichtsentscheidungen (Stand 28. Februar 2023) und über 130 Gesetze (Stand Juli 2014). Verschiedene Gerichte steuern regelmäßig neue Entscheidungen zum Bestand bei.

## Trägerverein
Nachdem sich viele Gerichte aufgrund unterstellter wirtschaftlicher Interessen zunächst weigerten, kostenlos Entscheidungen zu Openjur beizusteuern, entschieden sich die Initiatoren von Openjur, den Betrieb und die Gemeinnützigkeit der Datenbank durch die Gründung eines gemeinnützigen Vereins sicherzustellen. Dieser Verein wurde im Februar 2009 gegründet und war bis 2020 Betreiber der Datenbank. Im Rahmen des 18. EDV-Gerichtstags 2009 in Saarbrücken vom 23. bis 25. September 2009 wurde Openjur mit dem Nachwuchspreis als „Bestes Freies Juristisches Internetprojekt 2009“ ausgezeichnet.
Am 29. Oktober 2020 wurde der Betrieb der Plattform Openjur von der openJur UG (haftungsbeschränkt) übernommen, deren alleiniger Gesellschafter der openJur e. V. ist. Im April 2024 wurde anlässlich des Gerichtsverfahrens gegen Openjur eine Kapitalerhöhung vorgenommen und das Unternehmen in eine gGmbH umgewandelt.
Nach seiner Satzung ist der Vereinszweck des openJur e. V. „die Erstellung, Sammlung und Verbreitung freier juristischer Inhalte in selbstloser Tätigkeit zu fördern, um die Chancengleichheit beim Zugang zu Wissen und Bildung zu fördern“.

## Lizenz
Die Entscheidungen und Rechtsnormen als solche sind nach § 5 Abs. 1 UrhG amtliche Werke und somit gemeinfrei.

## Gerichtsverfahren
Im Mai 2023 wurde Openjur von einem Berliner Rechtsanwalt abgemahnt, nachdem es den Beschluss eines Verwaltungsgerichts veröffentlicht hatte, in dem auf Grund einer fehlerhaften Anonymisierung durch das Gericht selbst noch der Name des Betroffenen zu lesen war. Obwohl Openjur den Namen innerhalb von 20 Minuten anonymisierte, wurde es im August 2023 vor dem Landgericht Hamburg auf Zahlung von immateriellen Schadenersatz nach der Datenschutz-Grundverordnung verklagt. In dem Verfahren geht es im Kern um die Frage, ob Openjur eine Prüfungspflicht bezüglich den Gerichten unterlaufener Anonymisierungsfehler hat.
Vor dem Verwaltungsgericht Hamburg klagte Openjur in einem weiteren Verfahren gegen die Stadt Hamburg. Bei dem Prozess ging es um die Frage, ob die Generalstaatsanwaltschaft Hamburg verpflichtet werden kann, Openjur in ihren Presseverteiler aufzunehmen. Das VG Hamburg machte deutlich, dass es die Ansicht vertritt, Openjur sei als Presse anzusehen und entsprechende Informationspflichten seien zu bejahen.